# Никола Пиколо
Вижте пояснителната страница за други личности с името Пиколо.
Никола Савов Хаджиилиев – Пиколо (на гръцки: Νικόλαος Πίκκολος) е видна фигура на новогръцкото и новобългарско просвещение от първата половина на 19 век, лекар, филолог, писател, драматург и преводач.

## Биография
Никола Савов Хаджиилиев е роден на 15 ноември 1792 година в Търново като син на видния търговец Сава хаджи Илия и жена му Теодора (Буюклюоглу). Има брат на име Теохар.
Учи в родния си град и в княжеската академия (лицей) „Свети Сава“ в Букурещ, ръководена от Константинос Вардалахос. Там получава заради дребния си ръст прозвището Piccolo („Малчо“).
През 1810 година Пиколо е вече втори преподавател по френски език в академията, редом с французина Франсоа Лорансон. В Букурещ той превежда книгата на Жан-Жак Русо „Емил, или за възпитанието“ на гръцки (1811), но преводът му остава неотпечатан.
Вардалахос смята Пиколо за един от своите най-способни ученици и го взема със себе си на остров Хиос. Пиколо преподава френски в тамошната гръцка школа (1815 – 1818). През 1818 година той е в Одеса, където прави новогръцки превод на „Филоктет“ от Софокъл и пише „Смъртта на Демостен“. Двете пиеси са играни с успех в гръцкия театър на града, а втората бива преведена по-късно на английски (1824). Одеската постановка на „Филоктет“ е първото в ново време представяне на древногръцка драма на гръцка сцена.
В Одеса Пиколо се включва в тайната гръцка революционна организация Филики Етерия. Избухването на Гръцкото въстание го заварва в Париж (1818 – 1821). Там пише в гръцки патриотичен дух поемата „Към лекаря Гларакис, завръщащ се в своето отечество Хиос“ (1820). По настояване на Адамандиос Кораис заминава за Лондон, за да търси подкрепа за въстаническата кауза. През 1822 година се установява на остров Идра с намерение да участва в политическия живот на нова Гърция. Впоследствие преподава философия в Йонийската академия на остров Корфу (1823 – 1824) и във връзка с това прави гръцки превод на Декартовото „Разсъждение за метода“ (1824).
След като завършва медицина в Болоня и Пиза (1829), работи като лекар в Париж (1829) и Букурещ (1829 – 1840). През 1829 – 1834 година е доверено лице на руския губернатор на Влахия граф Павел Кисельов. В 1839 година отпечатва на гръцки стихосбирката „Утехи“ (Παρηγορήματα).
През 1840 година се преселва в Париж, където остава до края на живота си. Там продължава своята книжовна работа: издава произведения на старогръцката и византийската литература, прави преводи от френски, английски и немски на новогръцки и от старогръцки на френски. Създал си име на един от водещите парижки елинисти, той се движи в средите на видни френски интелектуалци като Шарл-Огюстен дьо Сент-Бьов, Пиер-Жан дьо Беранже, Стендал, Виктор Кузен, Франсоа Гизо.
В Париж Пиколо работи и за българската кауза, като предоставя сведения за страната ни на пътешествениците Жером-Адолф Бланки и Сиприен Робер, а по време на Кримската война се застъпва за автономия на България. През 1845 – 1847 г. той посещава Търново и Цариград във връзка със започналата борба за независима българска църква. При все това Михаил Чайковски пише тогава до княз Адам Чарториски в Париж, че цялото семейство на Пиколо принадлежи кък търновските гръкомани и че „[н]а Пиколо, въпреки добрите му желания, а дори и качества, не бива да се вярва. Той има повече гръцки черти, отколкото славянски“.
Пиколо умира на 16 март 1865 година. Пожелава да бъде погребан на Пер Лашез без църковно опело. Със завещанието си оставя значителната сума от 12 хиляди златни франка на „народното училище“ в Търново и 1500 франка на търновската черква „Успение Богородично“.

## Памет
В старата градска част на Велико Търново през 1980 г. е издигнат паметник на Никола Пиколо. В близост има и улица, носеща неговото име. На Никола Пиколо е наречена и улица в квартал „Симеоново“ в София (Карта).